# Liste der Bodendenkmäler in Rottenbuch
Auf dieser Seite sind die Bodendenkmäler in der oberbayerischen Gemeinde Rottenbuch zusammengestellt. Diese Tabelle ist eine Teilliste der Liste der Bodendenkmäler in Bayern. Grundlage ist die Bayerische Denkmalliste, die auf Basis des Bayerischen Denkmalschutzgesetzes vom 1. Oktober 1973 erstmals erstellt wurde und seither durch das Bayerische Landesamt für Denkmalpflege geführt wird. Die folgenden Angaben ersetzen nicht die rechtsverbindliche Auskunft der Denkmalschutzbehörde.

## Bodendenkmäler der Gemeinde

### Bodendenkmäler in der Gemarkung Rottenbuch
| Lage                  | Objekt | Akten-Nr.     | Bild                                                      |
| --------------------- | --- | ------------- | --------------------------------------------------------- |
| Rottenbuch (Standort) | Untertägige mittelalterliche und frühneuzeitliche Befunde im Bereich des ehemaligen Augustinerchorherrenstiftes Rottenbuch und seiner Vorgängerbauten mit der ehemalige Stifts- und heutigen Katholischen Pfarrkirche Mariä Geburt, teilweise abgegangenen Konventbauten und Nebenkirchen (unter anderem Altenmünster, St. Ulrich, Hl.-Blut-Kapelle) sowie zugehörigen Ökonomiegebäuden. Siehe auch: mittelalter, neuzeit, Kloster Rottenbuch, Mariä Geburt (Rottenbuch) | D-1-8231-0051 | Untertägige mittelalterliche und frühneuzeitliche Befunde |
| Rottenbuch (Standort) | Untertägige frühneuzeitliche Befunde im Bereich der Katholischen Frauenbrünnlkapelle bei Rottenbuch. Siehe auch: Ammerthal (Rottenbuch) | D-1-8231-0091 | weitere Bilder                                            |

### Bodendenkmäler in der Gemarkung Schönberg
| Lage                 | Objekt                                                | Akten-Nr.     | Bild |
| -------------------- | ----------------------------------------------------- | ------------- | ---- |
| Schönberg (Standort) | Abgegangene Kapelle der frühen Neuzeit (St. Klemens). | D-1-8231-0076 |      |